# Aspholm, Nagu
Aspholm är en ö i Nagu,  Finland. Den ligger i Skärgårdshavet i Pargas stad i den ekonomiska regionen  Åboland i landskapet Egentliga Finland, i den sydvästra delen av landet. Ön ligger 15 kilometer öster om Nagu kyrka, 33 kilometer söder om Åbo och omkring 150 kilometer väster om Helsingfors. Närmaste allmänna förbindelse är förbindelsebryggan vid Pensar som trafikeras av M/S Nordep.
Öns area är 25 hektar och dess största längd är 1,1 kilometer i öst-västlig riktning.